# LaFlia Contenidos
LaFlia Contenidos es una productora de medios y servicios argentina, creada por el presentador de televisión, dirigente deportivo y empresario argentino Marcelo Tinelli, como sucesora de su primera productora Ideas del Sur, que tiene como gerente general a Federico Facello. 
Esta productora se encargó en primer lugar de la producción del controversial programa de entretenimiento y reality show artístico, Showmatch (spin-off del recordado programa Videomatch) en sus dos períodos (2018-2021 y 2023 en adelante), además de producir y realizar otros programas para distintos canales, aparte de realizar producciones para plataformas vía streaming. La misma, fue anunciada en las redes sociales el 20 de febrero de 2018.

## Historia
Tras la ruptura a finales de 2017 de la sociedad con el Grupo Indalo, el programa Showmatch vivió un año con muchos conflictos, lo que llevó incluso a casi levantar emisiones. A finales de ese año, se confirmó la continuidad del ciclo en el presente 2018 y 2019, con apoyo de las autoridades de El Trece, pero ya sin la participación de Ideas del Sur como productora.
Entre los primeros contenidos de LaFlia, estaban la decimotercera temporada de Showmatch y su polémica sección de baile Bailando por un Sueño Argentina 2018, las penúltimas producciones emitidas por  El Trece, antes de su adiós definitivo allí en 2021. Otros programas fueron: Hay que ver, conducido por José María Listorti y Denise Dumas en El Nueve y Los especialistas del show emitido por El Trece, conducido por Marcelo Polino y María del Cerro, programa que duró una sola temporada y fue en reemplazo de Este es el show que terminó sus emisiones en 2017.
El 23 de febrero de 2018, LaFlia firmó contrato con la empresa mexicana Televisa y logró la adquisición de los derechos del reality show de baile mexicano Bailando por un sueño hasta el año 2027.

## Productos

### Programas de televisión
| Año           | Título                          | Canal                | Conducción                                                                                               |
| ------------- | ------------------------------- | -------------------- | --- |
| 2018          | La previa del show              | Ciudad Magazine      | Paula Varela y Ronen Szwarc                                                                              |
| 2018          | Bailando 2018, la revancha      | Ciudad Magazine      | Jey Mammón y Rocío Robles                                                                                |
| 2018          | Los especialistas del show      | eltrece              | Marcelo Polino y María del Cerro                                                                         |
| 2018-2021     | Hay que ver                     | elnueve              | José María Listorti y Denise Dumas                                                                       |
| 2019          | S.T.O. #LaPrevia                | América TV           | Guido Záffora y Majo Martino / Sofía Morandi y Julián Serrano                                            |
| 2019-2020     | Siempre show                    | Ciudad Magazine      | Noelia Antonelli y Tomás Dente                                                                           |
| 2019, 2021    | Showmatch: El especial de humor | eltrece              | Marcelo Tinelli                                                                                          |
| 2020          | Mujeres de eltrece              | eltrece              | Soledad Silveyra, Teté Coustarot, Jimena Grandinetti, Roxy Vázquez y María Julia Oliván / Claudia Fontán |
| 2020-2021     | La previa del Cantando          | Ciudad Magazine      | Lourdes Sánchez y Lizardo Ponce                                                                          |
| 2021          | La previa de La Academia        | Ciudad Magazine      | Lourdes Sánchez y Lizardo Ponce                                                                          |
| 2021-2022     | Hogar dulce hogar               | eltrece              | Eugenia Tobal                                                                                            |
| 2021-2022     | Súper súper                     | elnueve              | José María Listorti                                                                                      |
| 2021-presente | Comer para creer                | elnueve / América TV | Lourdes Sánchez                                                                                          |
| 2023          | El debate del Bailando          | América TV           | Denise Dumas                                                                                             |

### Reality shows
| Año       | Título                               | Canal             | Conducción                                                    | Ganador(es)                                                                      |
| --------- | ------------------------------------ | ----------------- | ------------------------------------------------------------- | -------------------------------------------------------------------------------- |
| 2018      | Bailando por un sueño Argentina 2018 | eltrece           | Marcelo Tinelli                                               | Julián Serrano, Sofía Morandi y Nicolás Merlín                                   |
| 2019      | Corte y confección, colección 2019   | eltrece           | Andrea Politti                                                | Gerardo Casas                                                                    |
| 2019      | Genios de la Argentina               | eltrece           | Marcelo Tinelli                                               | Agustina Neri (Niños) / Gisela Lepío (Adultos)                                   |
| 2019      | Súper Bailando 2019                  | eltrece           | Marcelo Tinelli                                               | Nicolás Occhiato, Florencia Jazmin Peña y Matías Ramos                           |
| 2019      | Corte y confección 2                 | eltrece           | Andrea Politti                                                | María Luisa Baiza                                                                |
| 2019–20   | Corte y confección, colección 2020   | eltrece           | Andrea Politti                                                | Luis Palacios                                                                    |
| 2020–21   | Cantando 2020                        | eltrece           | Ángel de Brito y Laurita Fernández                            | Agustín Sierra, Inbal Comedi y Stefanía Romero                                   |
| 2021      | Corte y confección Famosos           | eltrece           | Andrea Politti                                                | Anibal Pachano                                                                   |
| 2021      | Los elegidos de La Academia          | eltrece (YouTube) | Lizardo Ponce                                                 | Jessica Maciel                                                                   |
| 2021      | Showmatch: La Academia               | eltrece           | Marcelo Tinelli                                               | Noelia Marzol, Jonathan "Jony" Lazarte y Maria Laura Cattalini                   |
| 2022-2023 | Canta conmigo ahora                  | eltrece           | Marcelo Tinelli (1°-2° temporada) Manuel Wirtz (3° temporada) | Nicolás Reyna (1° Temporada) Dámaris Zulli (2° Temporada) Chelzye (3° temporada) |
| 2023-2024 | Bailando 2023                        | América TV        | Marcelo Tinelli                                               | Fiorella "Tuli" Acosta y Sandro Leone                                            |
| 2024-2025 | Cantando 2024                        | América TV        | Florencia Peña                                                | Pedro "Pepe" Ochoa y Sol Bardi                                                   |
| TBA       | Bailando 20 años: Temporada final    | América TV        | Marcelo Tinelli                                               |                                                                                  |

### Ficciones
| Año  | Título                     | Canal   | Protagonistas               |
| ---- | -------------------------- | ------- | --------------------------- |
| 2021 | Abejas, el arte del engaño | Flow    | Fabián Vena y Pedro Alfonso |
| 2024 | Amores inesperados         | Disney+ | Martín Bossi                |

### Plataformas digitales
| Año       | Título                    | Presentador(es)                                                 | Medio              |
| --------- | ------------------------- | --------------------------------------------------------------- | ------------------ |
| 2023—2024 | El Streaming del Bailando | Cris Vanadía, Coti Romero, La Tia Sebi y Mariano de la Canal    | Youtube América TV |
| 2023      | LAM Stream                | Lean Safir, Mar Coscas y Martina Fasce                          | Youtube América TV |
| 2023      | Intrusos en el Stream     | Martín Salwe, Delfina Gerez Bosco y Palo Aguirre / Enzo Aguilar | Youtube América TV |

### Docurealities
| Año  | Título      | Canal       | Protagonistas                                                                                            |
| ---- | ----------- | ----------- | --- |
| 2025 | Los Tinelli | Prime Video | Marcelo Tinelli y familia (Milett, "El Tirri", "Mimi", Micaela, Lelé, Coti, Francisco, Juanita y "Lolo") |